# Riu de Mola
El riu de Mola és un riu del municipi de Josa i Tuixén, a la comarca de l'Alt Urgell.
Neix al vessant nord de la serra del Verd i transcorre pel sud-oest del poble de Tuixent, on s'uneix amb el riu de Josa per formar el riu de la Vansa.